# Миронов, Александр Сергеевич
Алекса́ндр Серге́евич Миро́нов (род. 22 января 1984, Орёл) — российский шоссейный велогонщик, на профессиональном уровне выступает начиная с 2007 года. В составе таких команд как «Катюша», «Итера-Катюша» и «Русвело» неоднократно становился победителем и призёром престижных шоссейных гонок. На соревнованиях представляет Орловскую область, мастер спорта международного класса.

## Биография
Александр Миронов родился 22 января 1984 года в городе Орле. Активно заниматься велоспортом начал в раннем детстве по совету друга, проходил подготовку в местной детско-юношеской спортивной школе, в разное время тренировался под руководством таких специалистов как А. А. Афонин, Г. Ф. Ерошкин, В. В. Фокин. Состоял в спортивном клубе Вооружённых сил.
Первого серьёзного успеха в шоссейном велоспорте добился в 2005 году, когда выиграл чемпионат России среди молодёжи, одержал победу на седьмом этапе многодневной гонки «Тур Балтики — Крконоше» в Польше, занял третье место в генеральной классификации «Тура Гваделупы». В 2007 году заключил контракт с латвийской профессиональной командой «Риетуму Банк-Рига», принял участие в однодневной гонке «Кубок мэра», где финишировал вторым, и в многодневной «Пять колец Москвы», став в общем зачёте третьим. В следующем сезоне был вторым в гонке «Париж — Труа», расположился на второй строке в генеральной классификации «Пяти колец Москвы», победил на отдельных этапах многодневок «Тур Рона — Альпы» и «Путь к Пекину».
Начиная с 2009 года Миронов выступал за континентальные фарм-клубы «Катюши», участвуя в соревнованиях европейского тура второй категории. Он показал пятый результат в зачёте «Париж — Труа», закрыл десятку сильнейших «Тура Луара и Шера», стал восьмым на «Пяти кольцах Москвы», одержал победу на втором этапе «Сиркуито Монтаньес» в Испании. 2010 год получился одним из самых успешных в его спортивной карьере, последовали победы в престижной гонке «Трофео Франко Балестра» в Италии, в «Мемориале Олега Дьяченко» в России, победил на шестом этапе «Тура Нормандии», в генеральных классификациях многодневных гонок был четвёртым на «Туре Словакии» и «Пяти кольцах», пришёл к финишу шестым на «Гран-при Москвы», завоевал бронзовую медаль в программе шоссейного всероссийского первенства.
В 2012 году Александр Миронов перешёл к команду «Русвело», выиграл три этапа национальной гонки «Дружба народов Северного Кавказа», выиграл третий этап «Гран-при Адыгеи», был близок к победе на «Кубке мэра», «Гран-при Москвы», на «Пяти кольцах Москвы» стал десятым в генеральной классификации. В сезоне 2013 года участвовал в таких престижных велосипедных заездах как «Этуаль де Бессеж», «Трофей Лайгейли», «Три дня по Западной Фландрии», «Тур Дренте», «Хандзаме Классик», «Классик Луар — Атлантика», «Джиро дель Трентино», «Тур Бельгии», «Неделя Нормандии», «Милан — Турин» и пр., однако особого успеха на них не добился.
За выдающиеся спортивные достижения удостоен почётного звания «Мастер спорта России международного класса».